# Drepanopalpia
Drepanopalpia là một chi bướm đêm thuộc họ Erebidae.

## Loài
- Drepanopalpia lunifera Butler, 1878